# Кодекс Алеппо
Кодекс Алеппо (івр. כֶּתֶר אֲרָם צוֹבָא Кетер Арам Цова) — книга Танаха, написана в 920 році н. е. в Тверії писарем Шломо Бен Буяа. Кодекс давно вважається найавторитетнішим документом Єврейських Писань, які передавалися від покоління до покоління. Збережені в літературі приклади респонса (відповідей) показують, що різні єврейські вчені протягом усього середньовіччя використовували Кодекс Алеппо, а сучасні дослідження показали, що дана праця є одним з найточніших принципів масори (івр. מָסוֹרָה - переказ) з будь-якої з збережених рукописів і містить дуже малу кількість помилок (серед приблизно 2 700 000 орфографічних деталей). З цих причин багато вчених вважають Кодекс Алеппо найавторитетнішим представником масорской традиції як по вивіреності, так і по знакам кантілляції, незважаючи на те, що більшість тексту в даний час відсутня.